# Metachrostis mendaculatis
Metachrostis mendaculatis là một loài bướm đêm trong họ Erebidae.